# Kościół Narodzenia Najświętszej Maryi Panny w Otroczu
Kościół Narodzenia Najświętszej Maryi Panny – rzymskokatolicki kościół w Otroczu na Górce, wzniesiony w latach 1872–1874 jako cerkiew unicka, następnie należący do parafii prawosławnej, w dwudziestoleciu międzywojennym zrewindykowany na rzecz Kościoła katolickiego.

## Historia
Unicka cerkiew w Otroczu została wzniesiona w latach 1872–1874. Miejscowa parafia była silnie zlatynizowana, w obiekcie znajdowały się organy, okazjonalnie odprawiane były nabożeństwa w rycie łacińskim, w których uczestniczyli miejscowi unici. Rok po ukończeniu budowy, wskutek likwidacji unickiej diecezji chełmskiej, parafia została przymusowo włączona do eparchii chełmsko-warszawskiej Rosyjskiego Kościoła Prawosławnego. Duchowny służący w świątyni długo protestował przeciwko tej decyzji, ostatecznie jednak dokonał konwersji, by zabezpieczyć byt materialny swojej rodziny. Nie krył jednak, iż była to decyzja wymuszona na nim, a przed śmiercią wyspowiadał się przed kapłanem katolickim. W Otroczu przetrwała grupa osób, które w tajemnicy zachowywały wierność unii. W cerkwi przetrwała część pounickiego wyposażenia, w tym ikona Matki Bożej z inskrypcjami w języku polskim (czczona przez katolików obydwu obrządków), monstrancja i mszał. Znajdujące się pierwotnie w budynku organy sprzedano kościołowi w Bożej Woli. W prawosławnej parafii w Otroczu pojawił się kult Astrachańskiej Ikony Matki Bożej.
Po wydaniu w 1905 aktu tolerancyjnego we wsi większość mieszkańców pozostała przy prawosławiu. W 1915 udali się oni na bieżeństwo, a cerkiew we wsi została zamknięta.
W 1919 obiekt został zrewindykowany na rzecz Kościoła rzymskokatolickiego i rekoncyliowany na kościół. Inicjatorami tego kroku byli ci byli unici z Otrocza, którzy w 1905 skorzystali z możliwości przyjęcia katolicyzmu w obrządku łacińskim oraz grupa prawosławnych powracających z bieżeństwa jako pierwszych, rozczarowanych brakiem świątyni swojego wyznania we wsi. Ich prośbę popierali mieszkańcy sąsiednich Tokar, w większości byli unici, którzy przeszli w 1905 na katolicyzm łaciński. O budowlę starali się również grekokatolicy, którzy skierowali do biskupa lubelskiego pismo z prośbą o skierowanie do wsi kapłana tego właśnie obrządku, fałszując większość podpisów wiernych rzekomo popierających tę inicjatywę. W kościele przetrwała część cerkiewnego wyposażenia. Utensylia, których nie wykorzystywano w codziennej działalności kościoła, były składowane na strychu i w 1925 zostały przekazane prawosławnym. Zwrócono im również przechowywane w cerkwi 354 książki.
Cztery lata później we wsi zorganizowana została etatowa parafia prawosławna, licząca w 1923 r. 1360 wiernych, która nie miała własnego obiektu sakralnego. Metropolici warszawscy i całej Polski, Jerzy, a następnie Dionizy starał się o odzyskanie dawnej cerkwi na jej potrzeby. Ostatecznie nie doszło do tego i ludność prawosławna, stanowiąca w Otroczu większość, korzystała jedynie z kaplicy. Władze państwowe proponowały prawosławnym dofinansowanie budowy większej cerkwi, ci jednak odmawiali, licząc na upadek łacińskiej parafii w miejscowości i przejęcie dawnej świątyni.
W 1942 okupacyjne władze niemieckie oddały prawosławnym otrocką świątynię. Trzy lata później, po wywózkach ludności ukraińskiej, obiekt ponownie przeszedł na własność katolików i został po raz drugi rekoncyliowany.

W Otroczu znajduje się również cmentarz, pierwotnie prawosławny, obecnie rzymskokatolicki; przetrwały na nim nieliczne nagrobki prawosławne.

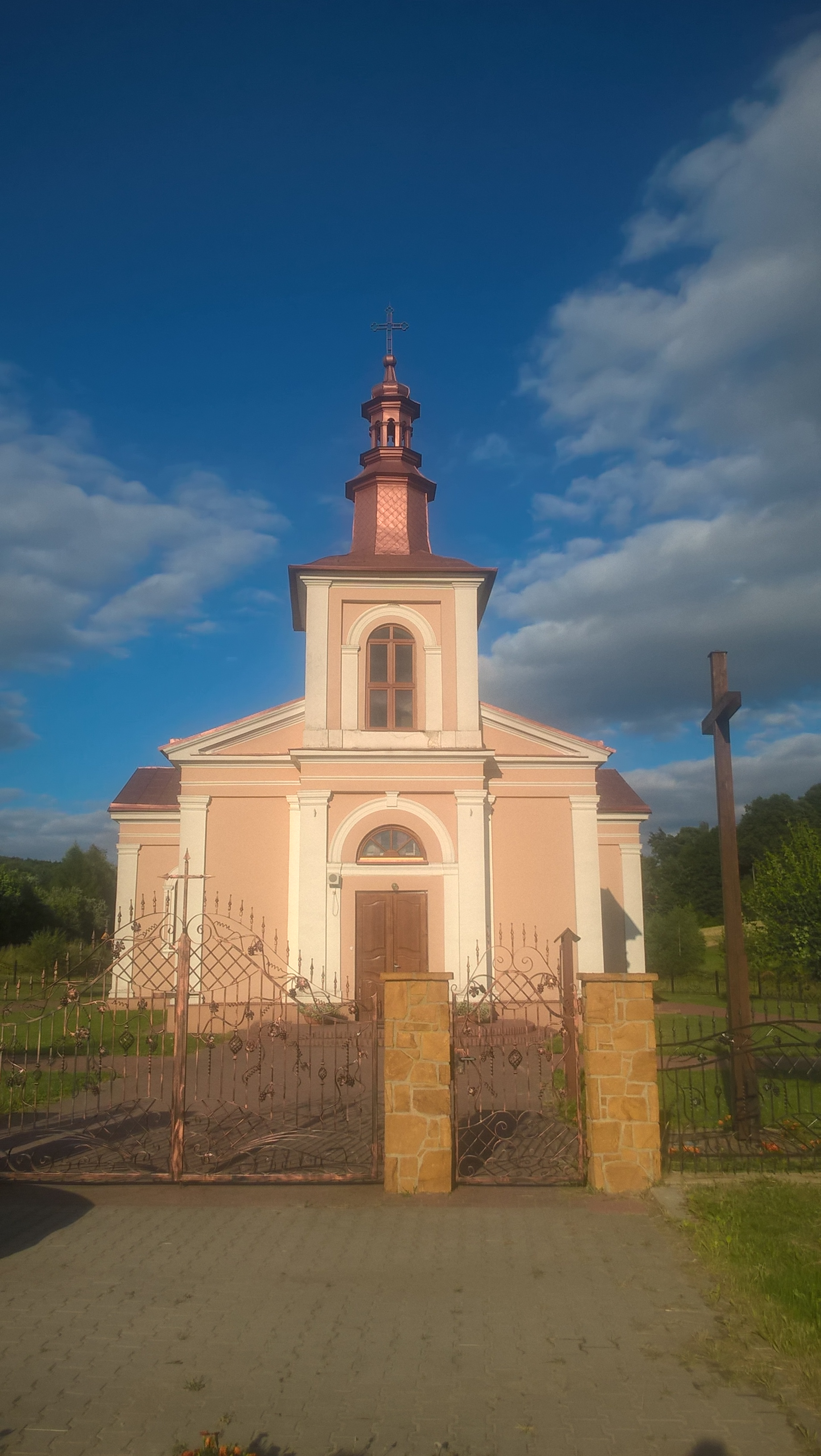
Elewacja cerkwi w Otroczu
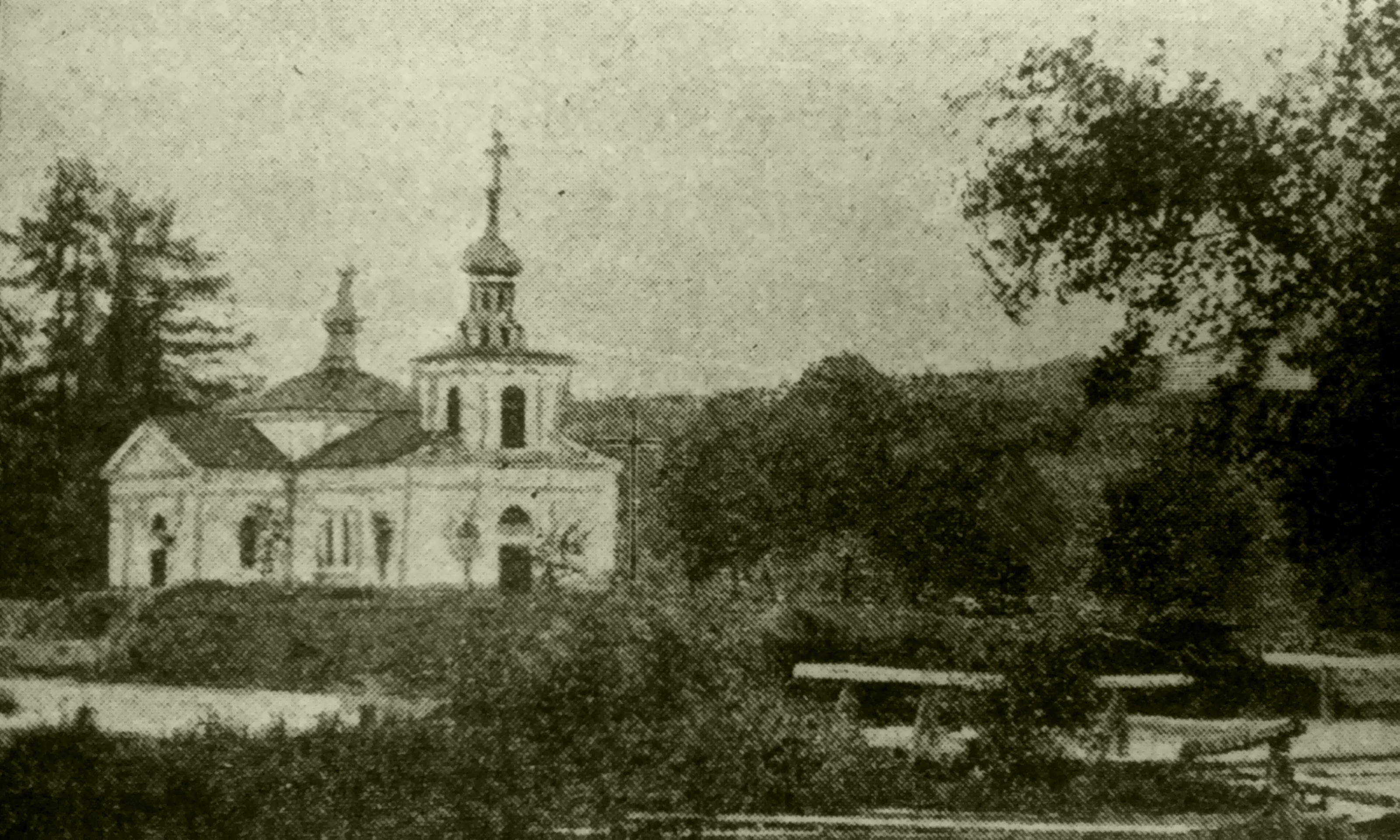
Cerkiew w XIX w.
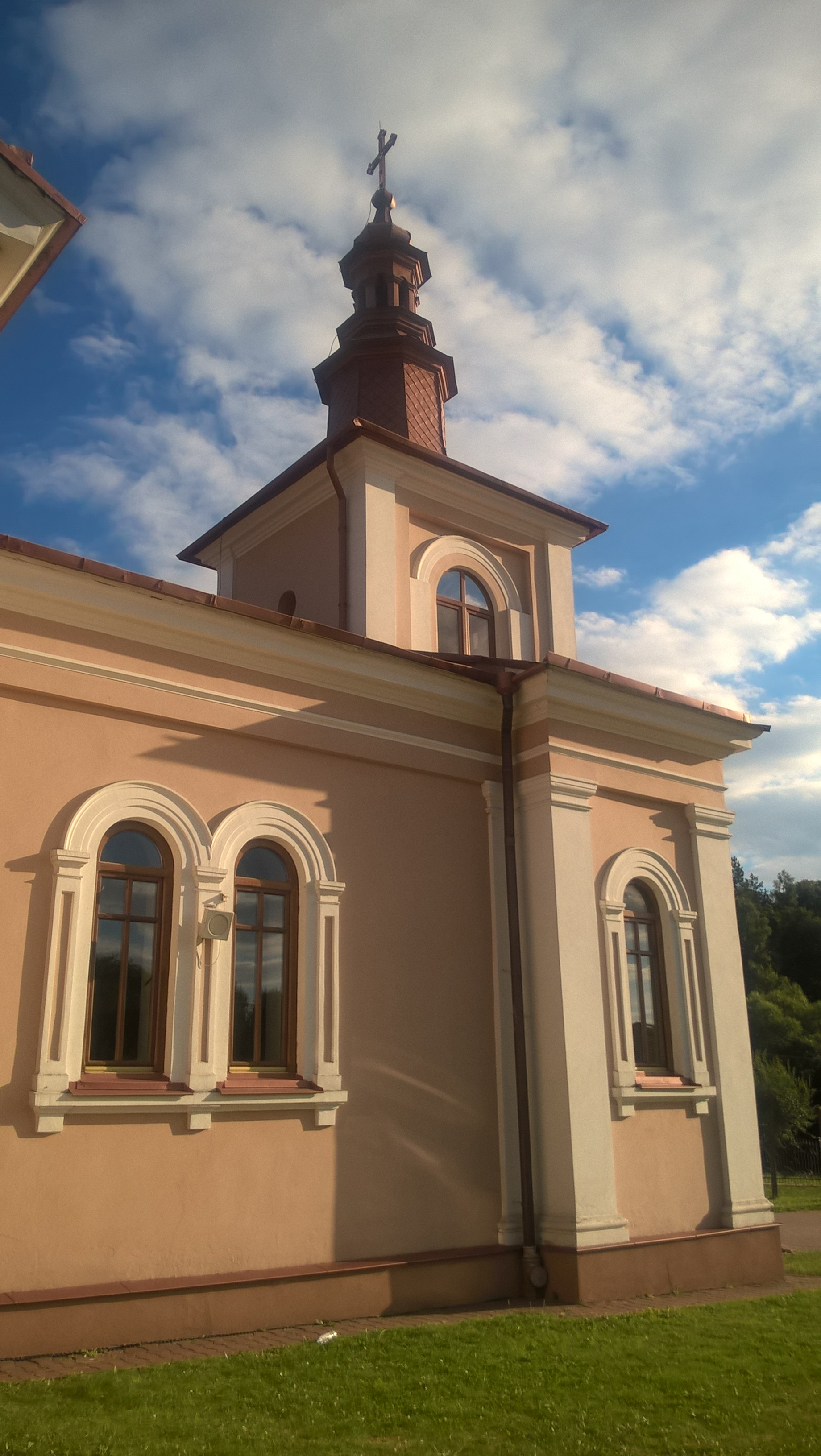
Dzwonnica cerkwi